# The Suburbs
The Suburbs är Arcade Fires tredje fullängdsalbum. Albumet släpptes 2 augusti 2010 i Europa och 3 augusti i Nordamerika. Mestadelen av albumet spelades in i Montréal, Kanada, men vissa inspelningar gjordes även i New York. Albumets texter reflekterar över William och Win Butlers uppväxt i förorterna (engelska "the suburbs") till Houston. Win Butler själv har beskrivit albumtes ljudbild som "en mix mellan Depeche Mode och Neil Young". Albumet har hyllats av flera musikkritiker och även nått kommersiell framgång samt nått förstaplatser på ett flertal länders försäljningslistor. The Suburbs har även getts ut i vinylutgåva som dubbel-LP.
Arcade Fire vann en Grammy 2011 för The Suburbs.

## Låtlista
1. "The Suburbs" – 5:15
2. "Ready to Start" – 4:15
3. "Modern Man" – 4:40
4. "Rococo" – 3:57
5. "Empty Room" – 2:52
6. "City with No Children" – 3:11
7. "Half Light I" – 4:14
8. "Half Light II (No Celebration)" – 4:27
9. "Suburban War" – 4:41
10. "Month of May" – 3:50
11. "Wasted Hours" – 3:21
12. "Deep Blue" – 4:28
13. "We Used to Wait" – 5:01
14. "Sprawl I (Flatland)" – 2:51
15. "Sprawl II (Mountains Beyond Mountains)" – 5:18
16. "The Suburbs (Continued)" – 1:27

## Listplaceringar
- Billboard 200, USA: #1[3]
- UK Albums Chart, Storbritannien: #1[4]
- VG-lista, Norge: #1[5]
- Album Top 40, Danmark: #2[6]
- Sverigetopplistan, Sverige: #8[7]